# Natalus lanatus
Natalus lanatus (Tejedor, 2005) è un pipistrello della famiglia dei Natalidi diffuso nell'America Centrale.

## Descrizione

### Dimensioni
Pipistrello di piccole dimensioni, con la lunghezza dell'avambraccio tra 35,4 e 38,6 mm, la lunghezza della tibia tra 16 e 19,2 mm, la lunghezza delle orecchie tra 13,2 e 15,6 mm e un peso fino a 6,5 g.

### Aspetto
La pelliccia è lunga e lanosa. Le parti dorsali variano dal grigio al fulvo-olivastro con la base dei peli più scura e una parte centrale più chiara,  mentre le parti ventrali sono come le parti dorsali ma con i singoli peli bicolori. Il muso è lungo, appiattito e ricoperto di lunghi peli scuri. Le narici sono piccole, ovali e aperte lateralmente e verso il basso. Le orecchie sono grandi, squadrate, a forma di imbuto e con un incavo superficiale sul bordo posteriore appena sotto l'estremità appuntita. Il trago è corto, triangolare e con l'estremità piegata in avanti. Le ali sono attaccate posteriormente sopra le caviglie. I piedi sono ricoperti di peli, con dei ciuffi più lunghi alla base degli artigli. La coda è lunga ed inclusa completamente nell'ampio uropatagio, il quale margine libero è frangiato. Il calcar è molto lungo. 

### Ecolocazione
Emette ultrasuoni attraverso impulsi a frequenza modulata iniziale di 120–90 kHz e finale di 60–80 kHz.

## Biologia

### Comportamento
Si rifugia all'interno di grotte e miniere.

### Alimentazione
Si nutre di insetti.

## Distribuzione e habitat
Questa specie è diffusa negli stati messicani settentrionali e centrali di Chihuahua, Durango, Guerrero, Jalisco, Nayarit, Sinaloa, Veracruz e in Costa Rica.
Vive nelle foreste decidue e nelle foreste tropicali montane.

## Conservazione
La Lista rossa IUCN, considerato il vasto areale e la presenza in diverse aree protette, classifica N.lanatus come specie a rischio minimo (Least Concern)).